# Міжнародний конкурс пам'яті Еміля Гілельса
Міжнародний конкурс пам'яті Емі́ля Гі́лельса – міжнародний конкурс піаністів, що проходить в Одесі. Проводиться на базі Одеської державної музичної академії ім. А Нежданової та Одеської обласної філармонії. Названий на честь видатного піаніста, уродженця Одеси Еміля Гілельса.